# Хильда (серия комиксов)
Хильда (англ. Hilda) — отмеченный наградами цикл британских графических романов для детей, написанных и проиллюстрированных Люком Пирсоном под издательством Nobrow Press. На русском языке выпускается издательством Манн, Иванов и Фербер. По мотивам комикса на платформе Netflix выпущен одноимённый мультсериал и полнометражный мультфильм «Хильда и горный король». Также по мотивам комиксов изданы книги повестей Стивена Дэвиса с иллюстрациями Сиерры Миллер.

## Содержание
Действие романов происходит в фантастическом мире, похожем на Скандинавию конца XX века и вдохновлено скандинавским фольклором, сказками и миром Муми-троллей. Главная героиня — маленькая девочка, в первых двух книгах она вместе с мамой живёт в домике на равнине, окружённой горами и лесом, затем они переезжают в город Трольберг. Мир Хильды населяют обычные люди и фантастические создания, такие как тролли, великаны, эльфы и призраки. В четвёртой книге Хильда вступает в ряды Воробьиных скаутов.

## Выпуски
| Название                    | Оригинальное название                                  | Автор и иллюстратор | Год выхода оригинала               |
| --------------------------- | ------------------------------------------------------ | ------------------- | ---------------------------------- |
| Хильда и тролль             | Hildafolk (оригинал) Hilda and the Troll (переиздание) | Люк Пирсон          | 2010 (оригинал) 2013 (переиздание) |
| Хильда и полуночный великан | Hilda and the Midnight Giant                           | Люк Пирсон          | 2011                               |
| Хильда и птичий парад       | Hilda and the Bird Parade                              | Люк Пирсон          | 2012                               |
| Хильда и черный пес         | Hilda and the Black Hound                              | Люк Пирсон          | 2014                               |
| Хильда и каменный лес       | Hilda and the Stone Forest                             | Люк Пирсон          | 2016                               |
| Хильда и горный король      | Hilda and the Mountain King                            | Люк Пирсон          | 2019                               |